# Visual Studio Code
Visual Studio Code (o più semplicemente VS Code) è un editor di codice sorgente sviluppato da Microsoft per Windows, Linux e macOS. Include il supporto per debugging, un controllo per Git integrato, syntax highlighting, IntelliSense, snippet e refactoring del codice. Sono personalizzabili il tema dell'editor, le scorciatoie da tastiera e le preferenze, e permette di installare estensioni che aggiungono ulteriori funzionalità. È un software libero e gratuito per uso personale e commerciale, anche se la versione ufficiale è sotto una licenza proprietaria.
Visual Studio Code è basato su Electron, un framework con cui è possibile sviluppare applicazioni Node.js.

## Storia
Visual Studio Code fu annunciato il 29 aprile 2015 da Microsoft nella Conferenza della Build del 2015. È stata resa disponibile poco dopo anche nella versione insider, con l'icona di colore verde, che permette di avere accesso a tutte le nuove funzionalità in anteprima.
Il 18 novembre 2015 il codice sorgente di Visual Studio Code è stato rilasciato con licenza MIT e reso disponibile su GitHub, ed è stata anche annunciata la possibilità di installare estensioni per aggiungere nuove funzionalità all'editor. Il 14 aprile 2016, è stata rilasciata la versione 1.0 di Visual Studio Code.
Visual Studio Code raccoglie dati di utilizzo del software e li invia a Microsoft, anche se questa telemetria dei dati può essere disattivata: in quanto si tratta di un programma open source, anche il codice di telemetria è pubblico, cosicché è possibile vedere esattamente il tipo di dati che viene raccolto.
Sebbene sia possibile clonare il codice sorgente e compilare l'applicazione disabilitando la telemetria, questo procedimento potrebbe richiedere tempo, risorse e competenze tecniche; in risposta a questa esigenza, è nato il progetto open-source VSCodium che dal 15 agosto 2018 (versione 1.26) rilascia con licenza MIT una versione dell'editor VSCode senza la telemetria.

## Caratteristiche
Visual Studio Code è un editor di codice sorgente che può essere usato con vari linguaggi di programmazione, tra cui la famiglia di linguaggi C (C, C++, C#), F#, HTML e altri linguaggi web, tra cui PHP, Java, Ruby e molti altri. Incorpora un insieme di funzioni che variano a seconda del linguaggio che si sta usando, come mostrato nella tabella seguente. Molte delle funzioni di Visual Studio Code non sono accessibili attraverso menu o interfacce utente, ma piuttosto attraverso una finestra di comando o un file .json, ad esempio le preferenze dell'utente. La finestra di comando è un'Interfaccia a riga di comando, che scompare appena l'utente clicca in un'area al di fuori della finestra o preme una serie di tasti per interagire con qualcosa al di fuori di essa.
In quanto editor di codice sorgente, Visual Studio Code permette la modifica della Codifica di caratteri, il carattere inizio nuova linea (si può scegliere fra LF e CR+LF) e il linguaggio di programmazione del documento che si sta modificando.
| Funzioni                   | Linguaggi |
| -------------------------- | --- |
| Colorazione della Sintassi | Batch · Bash · C · C# · C++ · CSS · COBOL · Clojure · CoffeeScript · Diff · Docker · F# · Git-commit · Git-rebase · Go · Groovy · HLSL · HTML · Handlebars · File INI · JSON · Java · JavaScript · LESS · Lua · Make · Markdown · Objective-C · Objective C++ · PHP · Perl · Perl 6 · Windows PowerShell · Pug · Python · R · Razor · Ruby · Rust · Structured Query Language · Sass · Shaderlab · Swift · TypeScript · Visual Basic · XML · XQuery · XSL Transformations · YAML |
| Snippet                    | Groovy · Markdown · Nim · PHP · Swift |
| Refactoring                | C# · TypeScript |
| Debugging                  | - JavaScript e TypeScript per progetti Node.js - C# ed F# per progetti Mono su Linux e MacOS - C e C++ su Windows, Linux e MacOS - Python col Plug-In di Python installato - PHP con XDebug ed il Plug-In di Debug PHP installati |

Visual Studio Code può essere ampliato attraverso dei plugin, disponibili attraverso un repository centrale. Essi includono ampliamenti all'editor e supporto ai linguaggi.

## Accoglienza

### Sondaggio di Stack Overflow
Ogni anno, il sito  Stack Overflow organizza un sondaggio sugli strumenti di sviluppo più diffusi. Nel 2016 Visual Studio Code si era classificato al 13º posto risultando essere usato da solo il 7,2% dei 46 613 partecipanti. Tuttavia, nel sondaggio del 2018, Visual Studio Code è arrivato primo in classifica, con il 34,9% dei 75 398 partecipanti che hanno dichiarato di utilizzarlo. Dal 2019 al 2022, Visual Studio Code ha mantenuto il primato: nel 2019 il 50,7% degli 87 317 partecipanti ha dichiarato di usarlo; nel 2021, la percentuale è salita al 74,5% (su 71 000 intervistati) e nel 2022 ha raggiunto il 74,48% (su 71 010 partecipanti).